# Сточнёвец (хоккейный клуб)
ГКС «Сточнёвец» Гданьск (пол.  Gdański Klub Sportowy Stoczniowiec Gdańsk ) — польский хоккейный клуб из города Гданьск. 
Домашней ареной клуба является стадион «Оливия».

## История клуба
Секция хоккея с шайбой в Гданьске появилась при спортивном клубе Северной верфи еще в 1953 году. 26 июня 1970 года был основан хоккейный клуб «Сточнёвец». В 1972 году клуб обзавёлся собственной хоккейной ареной — «Оливия» стала первой хоккейной аренном на Поморье. В 1976 году «Сточнёвец» дебютировал в польской Экстралиге. 
Выигранные в 2003 году бронзовые медали Польской хоккейной лиги стали наивысшим достижением клуба. В 2009 году была проведена реструктуризация клуба — «Сточнёвец» стал акционерным обществом. Это не спасло команду от финансового кризисна. После сезона 2010/2011 команду, возглавляемую Тадеушем Облоем покинули основные игроки. Команда прекратила своё существование.

## Попытки возрождения клуба
Несмотря на то, что АО «Сточнёвец», управлявшее одноименным хоккейным клубом, вместе с долгами было приобретено Акционерным обществом «ХК Гданьск», последний не считается правопреемником ГКС «Сточнёвец». Попытка возрождения клуба окончилась неудачей. ХК «Гданьск» просуществовал всего один сезон.
Следующая попытка возрождения клуба в Гданьске была предпринята в 2014 году. Команда была воссоздана под названием «Автоматика Сточнёвец Гданьск 2014» на базе любительской заводской команды «МХ Автоматика Драгонс Гданьск» (ориг. пол. MH Automatyka Dragons Gdańsk), основанной в начале 2004 года.  Вновь созданный клуб заявился в первую польскую хоккейную лигу. В течение двух лет команда пробилась в элиту польского хоккея — ПХЛ. 21 ноября 2016 года руководство Ассоциации «Поморского хоккейного клуба 2014» опубликовало заявление, в котором они объявили об изменении маркетингового названия команды в ПХЛ на «МХ Автоматика Гданьск» (ориг. пол. MH Automatyka Gdańsk), сохранив при этом бело-голубые цвета клуба — символ, полученный от клуба «Сточнёвец». 
Новым этапом в истории клуба стало полноценное возрождение «Сточнёвца» в 2017 году, как следствие изменения в конце предыдущего года маркетинговой политики хоккейного клуба «Автоматика». «Сточнёвец» был воссоздан заново и заявлен в первую польскую хоккейную лигу. Возглавил клуб польский специалист Кшиштоф Леманн. В своём первом сезоне возрождённый «Сточнёвец» занял 7-е место в регулярном чемпионате, не попав в плей-офф. В следующем сезоне команда в регулярном чемпионате поднялась на 2 позиции и смогла занять 5-е место. Плей-офф в сезоне не проводился.

## Достижения клуба
- Чемпионат Польши по хоккею:
  - Бронзовый призёр (1)  : 2003

- Кубок Польши по хоккею
  - Финалист (3)  : 2002 , 2006, 2008